# Osławica (województwo podkarpackie)

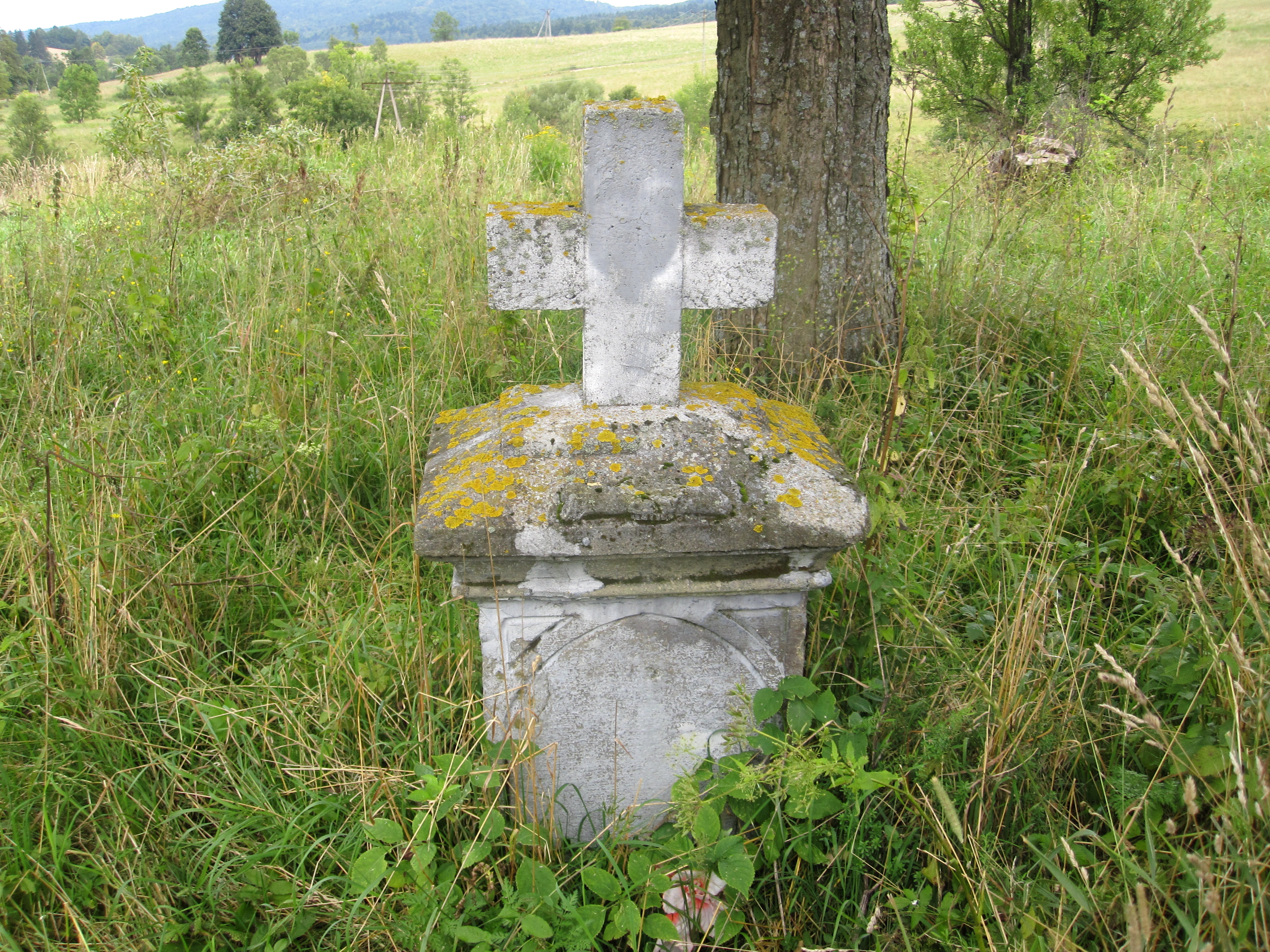
Jeden z nagrobków na cmentarzu przy dawnej cerkwi

Osławica (j. łemkowski Ославиця) – osada w Polsce położona w województwie podkarpackim, w powiecie sanockim, w gminie Komańcza. Leży nad potokiem Osławica, przy DW897.
We wsi znajduje się przystanek kolejowy Osławica na linii Zagórz - Medzilaborce.
W latach 1975–1998 miejscowość administracyjnie należała do województwa krośnieńskiego.

## Historia
Wieś Osławica była lokowana na prawie wołoskim w 1530. Początkowo była wsią królewska, następnie została nabyta w 1539 przez Mikołaja Herburta Odnowskiego, kasztelana przemyskiego, następnie wojewody sandomierskiego.
Do 1772 Województwo ruskie, ziemia sanocka. Od 1772 należał do cyrkułu leskiego, a następnie sanockiego w Galicji. Do 1914 powiat sądowy Sanok, gmina Bukowsko.
W połowie XIX wieku właścicielem posiadłości tabularnej Osławice był Stanisław Truskolaski. Pod koniec lat 60. właścicielami byli Leonard i Róża Truskolascy. W latach 70. właścicielem był wyłącznie Leonard Truskolaski. W latach 80. dobrami władała gmina, w latach 90. włościanie, a w pierwszej dekadzie XX wieku ponownie gmina. W drugiej dekadzie XX wieku nie był wykazany właściciel dóbr we wsi.
W 1898 wieś liczyła 736 mieszkańców oraz 108 domów, powierzchnia wsi wynosiła 14,04 km². W okresie zaborów na wsi funkcjonowała szkoła. Parafia łacińska w Bukowsku do 1947, obecnie w Komańczy.
W Osławicy urodził się m.in. Kazimierz Swoszowski (1893) – polski lotnik wojskowy.